# SpVgg 1898 Feuerbach
SpVgg 1898 Feuerbach was een Duitse voetbalclub uit Stuttgart, meer bepaald uit het stadsdeel Feuerbach. 

## Geschiedenis
Op 8 november 1898 werd FC Viktoria Feuerbach opgericht. Deze club fuseerde op 1 oktober 1919 met FVgg Stern-Germania Feuerbach en nam zo de naam SpVgg 98 Feuerbach aan. In 1933 werd de club geselecteerd voor de Gauliga Württemberg. Na een vijfde en een vierde plaats degradeerde de club in 1935/36. Na twee jaar promoveerde de club opnieuw en werd nu kansloos laatste. Echter door het uitbreken van de Tweede Wereldoorlog werd de Gauliga gesplitst in twee reeksen van zes, waardoor er geen degradatie plaatsvond. De club eindigde op een derde plaats achter VfB Stuttgart en Stuttgarter SC. Het volgende seizoen werden de twee reeksen weer samengevoegd en de club eindigde zesde. Met een 5:0 overwinning op VfR Aalen behaalde de club dat jaar zijn grootste overwinning in de Gauliga tot dan toe. De competitie werd terug naar tien teams gebracht en de club werd nu zevende. De volgende twee jaar eindigde de club respectievelijk zevende en achtste. In 1943/44 won de club zelfs met 8:0 van FV Union 08 Böckingen. In het laatste seizoen werd de competitie verder opgesplitst en zelfs niet voltooid door de perikelen in de oorlog. 
Alle Duitse voetbalclubs werden na afloop van de Tweede Wereldoorlog ontbonden. Pas in 1946 werd er terug een club opgericht in Feuerbach. Een aantal clubs waaronder oude leden van SpVgg 1898 verenigden zich in de nieuwe club SportVg Feuerbach. 